# Eschel Rhoodie
Eschel Mostert Rhoodie (* 11. Juli 1933 in Caledon, Kapprovinz; † 17. Juli 1993 in Atlanta, Georgia) war ein südafrikanischer Journalist, Autor und Politiker, der von 1972 bis 1977 als Staatssekretär im südafrikanischen Informationsministerium fungierte. In dieser Funktion war er während dieser Zeit einer der wichtigsten Akteure der Regierung seines Heimatlandes im Bereich der politischen Propaganda. Zum Ende der 1970er Jahre spielte er eine zentrale Rolle in einem als Muldergate-Affäre bezeichneten politischen Skandal um die Aufdeckung verdeckter Propagandamaßnahmen im In- und Ausland. Er wurde infolgedessen zunächst wegen Betrugs verurteilt sowie später im Berufungsverfahren freigesprochen und emigrierte 1982 in die USA.

## Leben
Eschel Rhoodie wurde 1933 in Caledon als Sohn eines Gefängniswärters geboren und promovierte an der Universität Pretoria mit einer vergleichenden Arbeit zum Strafvollzug in den Ländern des Commonwealth of Nations. Beruflich war er zunächst kurze Zeit für eine afrikaanssprachige Tageszeitung tätig, bevor er Mitarbeiter des südafrikanischen Informationsministeriums wurde. Nach 15 Jahren Auslandstätigkeit für das Ministerium, unter anderem in Australien, den Vereinigten Staaten und den Niederlanden, übernahm er 1972 das Amt des Staatssekretärs. In den 1970er Jahren reiste er mehrfach nach Israel für Gespräche, die zur Zusammenarbeit beider Länder im Rüstungsbereich und insbesondere zum durch Israel unterstützten Aufbau des südafrikanischen Atomprogramms führten. Als Staatssekretär war er außerdem wesentlich in Vorhaben von Informationsminister Cornelius Petrus Mulder involviert, durch verschiedene Propagandamaßnahmen die öffentliche Meinung über die Apartheid im In- und Ausland zu beeinflussen.
Zu diesen Aktivitäten, die vom damaligen Premierminister Balthazar Johannes Vorster gebilligt und durch finanzielle Mittel aus dem Haushalt des Verteidigungsministeriums unterstützt wurden, zählten neben der Bestechung internationaler Nachrichten- und Presseagenturen unter anderem der Versuch, in den USA die Tageszeitung Washington Star aufzukaufen, sowie die Unterstützung beziehungsweise Etablierung regierungsfreundlicher englischsprachiger Zeitungen in Südafrika. Die Aufdeckung dieser geheimgehaltenen Maßnahmen des Informationsministeriums durch die Tageszeitung Rand Daily Mail führte ab 1977 zu einem als Muldergate-Affäre bezeichneten politischen Skandal, in dessen Verlauf bis 1979 unter anderem Cornelius Petrus Mulder seine politischen Ämter verlor und aus der Nationalen Partei ausgeschlossen wurde. Auch Premierminister Balthazar Johannes Vorster trat 1979 vom Amt des Staatspräsidenten zurück, das er ein Jahr zuvor übernommen hatte. In der Folge dieser Ereignisse berief die Regierung die Steyn-Kommission.
Eschel Rhoodie, dem im Zusammenhang mit den Aktivitäten des Informationsministeriums neben Bestechung auch persönliche Bereicherung vorgeworfen wurde, floh zunächst nach Ecuador. Nachdem er 1979 erfolglos politisches Asyl in Großbritannien beantragt hatte, ging er nach Frankreich. Dort wurde er verhaftet und rund drei Monate später an Südafrika ausgeliefert, wo er im Oktober 1979 wegen Betrugs zu sechs Jahren Haft verurteilt wurde. Nachdem die Verurteilung im Berufungsverfahren im folgenden Jahr mit der Begründung, dass er lediglich auf Anweisung gehandelt hätte, aufgehoben worden war, wanderte er 1982 in die Vereinigten Staaten aus. Ein Jahr später veröffentlichte er ein Buch über seine Sicht auf den Skandal, in welchem er verschiedene hochrangige Regierungspolitiker des Landes als mitbeteiligt an den Aktivitäten des Informationsministeriums und sich selbst als unschuldig darstellte. Darüber hinaus war er in der Folgezeit als Berater für Südafrikaner tätig, die in die USA emigrierten.
Eschel Rhoodie war verheiratet sowie Vater einer Tochter und eines Sohnes. Er starb 1993 in Atlanta an den Folgen eines Herzinfarkts, den er während eines Tennisspiels erlitten hatte.

## Werke (Auswahl)
- South-West: The last Frontier in Africa. New York und Johannesburg 1967
- The Third Africa. Kapstadt 1968
- The Paper Curtain. Johannesburg 1969
- The Real Information Scandal. Atlanta und Pretoria 1983; Ausgabe in Afrikaans: Die ware inligtingskandaal. Pretoria 1984
- Discrimination in the Constitutions of the World: A Study of the Group Rights Problem. Columbus, GA 1984
- PW Botha: The Last Betrayal. Melville 1989